# National Provincial Championship 1998
La National Provincial Championship 1998 fue la vigésimo tercera edición del principal torneo de rugby de Nueva Zelanda.
El campeón del torneo fue el equipo de Otago quienes lograron su segundo campeonato.

## Sistema de disputa
Cada equipo enfrenta a los equipos restantes en una sola ronda.
- Los cuatro mejores equipos clasifican a semifinales por la búsqueda del campeonato.

## Clasificación
Tabla de posiciones:
| Pos. | Equipo           | Encuentros | Encuentros | Encuentros | Encuentros | Tantos | Tantos | Tantos | PB | PB | Puntos |
| Pos. | Equipo           | PJ         | PG         | PE         | PP         | F      | C      | Dif    | BO | BD | Puntos |
| ---- | ---------------- | ---------- | ---------- | ---------- | ---------- | ------ | ------ | ------ | -- | -- | ------ |
| 1.º  | Otago            | 9          | 7          | 0          | 2          | 411    | 184    | +227   | 7  | 0  | 35     |
| 2.º  | Waikato          | 9          | 7          | 0          | 2          | 341    | 185    | +156   | 5  | 0  | 33     |
| 3.º  | Canterbury       | 9          | 6          | 0          | 3          | 335    | 228    | +107   | 7  | 2  | 33     |
| 4.º  | Taranaki         | 9          | 6          | 0          | 3          | 214    | 171    | +43    | 1  | 1  | 26     |
| 5.º  | Counties Manukau | 9          | 4          | 1          | 4          | 258    | 264    | -6     | 5  | 2  | 25     |
| 6.º  | Wellington       | 9          | 4          | 1          | 4          | 229    | 284    | -55    | 2  | 1  | 21     |
| 7.º  | North Harbour    | 9          | 4          | 0          | 5          | 203    | 234    | -31    | 3  | 1  | 20     |
| 8.º  | Auckland         | 9          | 4          | 0          | 5          | 237    | 261    | -24    | 2  | 2  | 20     |
| 9.º  | Southland        | 9          | 2          | 0          | 7          | 127    | 372    | -245   | 0  | 0  | 8      |
| 10.º | Northland        | 9          | 0          | 0          | 9          | 156    | 350    | -194   | 1  | 4  | 5      |

|  | Semifinalistas. |

### Semifinales
| 17 de octubre | Otago | 61 - 12 | Taranaki |  |  |

| 17 de octubre | Waikato | 32 - 13 | Canterbury |  |  |

### Final
| 25 de octubre | Otago | 49 - 20 | Waikato |  |  |

| Bandera de Nueva Zelanda |
| Campeón Otago            |
| Segundo título           |